# Georganádes
Georganádes är en ort i Grekland.   Den ligger i prefekturen Trikala och regionen Thessalien, i den centrala delen av landet, 230 km nordväst om huvudstaden Aten. Georganádes ligger 90 meter över havet och antalet invånare är 424.
Terrängen runt Georganádes är platt åt sydost, men åt nordväst är den kuperad. Runt Georganádes är det ganska glesbefolkat, med 28 invånare per kvadratkilometer. Närmaste större samhälle är Trikala, 19,3 km väster om Georganádes. Trakten runt Georganádes består till största delen av jordbruksmark.